# Rugby Europe International Championships 2022/23
Die Rugby Europe International Championships 2022/23 waren ein Rugby-Union-Wettbewerb für europäische Nationalmannschaften der zweiten und dritten Stärkeklasse, unterhalb der Six Nations. Es handelte sich um die 48. Auflage der Rugby-Union-Europameisterschaft. Beteiligt waren 35 Mannschaften, die in vier Divisionen aufgeteilt waren. Georgien verteidigte den Titel vom Vorjahr.
Die Mannschaften spielten über ein Jahr einmal gegen jeden Gegner. In der Rugby Europe Championship spielten acht Mannschaften in zwei Gruppen, die Rugby Europe Trophy umfasste fünf Mannschaften. Die Rugby Europe Conference 1 war in eine Nord- und Südstaffel mit je fünf und die Rugby Europe Conference 2 mit je vier Mannschaften eingeteilt. In der Rugby Europe Development genannten untersten Division spielten vier Mannschaften. Wegen des Überfalls auf die Ukraine war Russland von sämtlichen europäischen Wettbewerben ausgeschlossen.

## Modus
Das verwendete Punktesystem war wie folgt:
- 4 Punkte bei einem Sieg
- 2 Punkte bei einem Unentschieden
- 0 Punkte bei einer Niederlage
- 1 Bonuspunkt wenn eine Mannschaft in einem Spiel mindestens drei Versuche mehr erzielt als der Gegner
- 1 Bonuspunkt bei einer Niederlage mit sieben oder weniger Punkten Differenz
- 1 Bonuspunkt bei einem Grand Slam (Siege in allen Spielen)

## Rugby Europe Championship

### Gruppe A
|    | Land        | Spiele | Siege | Unent. | Ndlg. | Spiel- punkte | Diff. | Bonus- punkte | Tabellen- punkte |
| -- | ----------- | ------ | ----- | ------ | ----- | ------------- | ----- | ------------- | ---------------- |
| 1. | Georgien    | 3      | 3     | 0      | 0     | 156:23        | + 133 | 3             | 15               |
| 2. | Spanien     | 3      | 2     | 0      | 1     | 63:75         | − 12  | 1             | 9                |
| 3. | Niederlande | 3      | 1     | 0      | 2     | 61:97         | − 36  | 0             | 4                |
| 4. | Deutschland | 3      | 0     | 0      | 3     | 55:140        | − 85  | 1             | 1                |

| 5. Februar 2023 13:00 GET | Georgien | 75 : 12        | Deutschland                                                           | Awtschala-Stadion, Tiflis Zuschauer: 2960 Schiedsrichter: Cristian Şerban (Rumänien) |
| 5. Februar 2023 13:00 GET | Versuche: Laschchi 4. erh. Tabuzadse (3) 9. erh., 23. erh., 32. erh. Mikautadse 36. erh. Dschalaghonia 40. erh. Zuzkiridse (3) 53. erh., 71. n.erh., 80. erh. Alania 58. erh. Matkawa 67. erh. Erhöhungen: Matkawa (10/11) | (42:0) Bericht | Versuche: Lammers 48. n.erh. Stella 63. erh. Erhöhungen: Stella (1/2) | Awtschala-Stadion, Tiflis Zuschauer: 2960 Schiedsrichter: Cristian Şerban (Rumänien) |

| 5. Februar 2023 12:45 MEZ | Spanien | 28 : 20        | Niederlande | Estadio Nacional Complutense, Madrid Zuschauer: 4500 Schiedsrichter: Paulo Duarte (Portugal) |
| 5. Februar 2023 12:45 MEZ | Versuche: Ferrer 4. erh. Ramiro 40. erh. Foulds 44. n.erh. Erhöhungen: Vinuesa (2/3) Straftritte: Vinuesa (3/3) 13., 32., 61. | (20:6) Bericht | Versuche: van Dijk 50. erh. Raymond 76. erh. Erhöhungen: Weersma (2/2) Straftritte: Fortuin (1/1) 13. Weersma (1/1) 27. | Estadio Nacional Complutense, Madrid Zuschauer: 4500 Schiedsrichter: Paulo Duarte (Portugal) |

| 11. Februar 2023 13:15 MEZ | Niederlande                                                 | 8 : 40         | Georgien | NRCA, Amsterdam Zuschauer: 2500 Schiedsrichter: Ludovic Cayre (Frankreich) |
| 11. Februar 2023 13:15 MEZ | Versuche: Bloemen 62. n.erh. Straftritte: Weersma (1/1) 14. | (3:12) Bericht | Versuche: Niniaschwili 10. erh. Tschatschanidse 19. n.erh. Tschkoidse (2) 44. erh., 52. erh. Gatschetschiladse (2) 67. erh., 75. erh. Erhöhungen: Abschandadse (3/4) Matkawa (2/2) | NRCA, Amsterdam Zuschauer: 2500 Schiedsrichter: Ludovic Cayre (Frankreich) |

| 12. Februar 2023 14:30 MEZ | Deutschland                                                        | 14 : 32         | Spanien | Fritz-Grunebaum-Sportpark, Heidelberg Zuschauer: 2500 Schiedsrichter: Clara Munarini (Italien) |
| 12. Februar 2023 14:30 MEZ | Versuche: Paine 24. n.erh. Straftritte: Stella (3/3) 20., 40., 65. | (11:19) Bericht | Versuche: Bell (2) 8. erh., 12. erh. del Hoyo 22. n.erh. Santamaria 67. n.erh. Goia 80. n.erh. Erhöhungen: Guemes (2/5) Straftritte: Guemes (1/1) 59. | Fritz-Grunebaum-Sportpark, Heidelberg Zuschauer: 2500 Schiedsrichter: Clara Munarini (Italien) |

| 18. Februar 2023 13:15 MEZ | Deutschland | 29 : 33         | Niederlande | Pichterichstadion, Neckarsulm Zuschauer: 1350 Schiedsrichter: Alexandru Ionescu (Rumänien) |
| 18. Februar 2023 13:15 MEZ | Versuche: Lammers 18. n.erh. Paine 34. erh. Wolf 52. n.erh. Erhöhungen: Stella (1/3) Straftritte: Stella (4/4) 24., 60., 68., 70. | (15:26) Bericht | Versuche: Weersma 11. erh. van Dijk 27. erh. Strafversuch 48. Erhöhungen: Weersma (2/2) Straftritte: Weersma (4/4) 3., 7., 32., 40. | Pichterichstadion, Neckarsulm Zuschauer: 1350 Schiedsrichter: Alexandru Ionescu (Rumänien) |

| 18. Februar 2023 19:00 MEZ | Spanien                       | 3 : 41         | Georgien | Estadio El Malecón, Torrelavega Zuschauer: 4500 Schiedsrichter: Eoghan Cross (Irland) |
| 18. Februar 2023 19:00 MEZ | Straftritte: Vinuesa (1/1) 7. | (3:22) Bericht | Versuche: Tabuzadse (2) 4. n.erh., 8. n.erh. Gigaschwili 25. n.erh. Abschandadse 38. erh. Scharikadse 48. erh. Todua 65. n.erh. Niniaschwili 68. erh. Erhöhungen: Abschandadse (2/5) Matkawa (1/2) | Estadio El Malecón, Torrelavega Zuschauer: 4500 Schiedsrichter: Eoghan Cross (Irland) |

### Gruppe B
|    | Land     | Spiele | Siege | Unent. | Ndlg. | Spiel- punkte | Diff. | Bonus- punkte | Tabellen- punkte |
| -- | -------- | ------ | ----- | ------ | ----- | ------------- | ----- | ------------- | ---------------- |
| 1. | Portugal | 3      | 3     | 0      | 0     | 157:40        | + 117 | 3             | 15               |
| 2. | Rumänien | 3      | 2     | 0      | 1     | 143:70        | + 73  | 2             | 10               |
| 3. | Polen    | 3      | 1     | 0      | 2     | 51:147        | − 96  | 0             | 4                |
| 4. | Belgien  | 3      | 0     | 0      | 3     | 37:131        | − 94  | 1             | 1                |

| 4. Februar 2023 13:50 OEZ | Rumänien | 67 : 27         | Polen | Stadionul Arcul de Triumf, Bukarest Zuschauer: 2136 Schiedsrichter: Saba Abulaschwili Georgien |
| 4. Februar 2023 13:50 OEZ | Versuche: Simionescu 1. n.erh. Chirică (2) 5. erh., 17. erh. Butnariu 14. n.erh. Gajion 27. erh. Gontineac (2) 32. erh., 53. erh. Vaovasa 42. erh. Macovei 45. n.erh. Irimescu 63. n. erh. Strafversuch 71. Erhöhungen: Septar (1/2) Popoaia (5/7) | (38:10) Bericht | Versuche: Hudson-Kowalewicz 20. erh. Fidler 52. erh. Pozniak 78. erh. Erhöhungen: Banaszek (2/2) Piotrowicz (1/1) Straftritte: Banaszek (2/2) 39., 61. | Stadionul Arcul de Triumf, Bukarest Zuschauer: 2136 Schiedsrichter: Saba Abulaschwili Georgien |

| 4. Februar 2023 19:00 WEZ | Portugal | 54 : 17         | Belgien                                                                                               | Estádio Nacional, Lissabon Zuschauer: 3723 Schiedsrichter: Hollie Davidson (Schottland) |
| 4. Februar 2023 19:00 WEZ | Versuche: Pinto 5. erh. Marta 10. erh. Martins 15. erh. Lima 20. n.erh. Belo 45. erh. Sousa 48. erh. Lucas 60. erh. Campergue 62. erh. Erhöhungen: Sousa (7/8) | (26:10) Bericht | Versuche: Cornez 37. erh. Pazgrat 69. erh. Erhöhungen: F. Remue (2/2) Straftritte: M. Remue (1/1) 31. | Estádio Nacional, Lissabon Zuschauer: 3723 Schiedsrichter: Hollie Davidson (Schottland) |

| 11. Februar 2023 11:45 MEZ | Polen                | 3 : 65         | Portugal | Narodowy Stadion Rugby, Gdynia Zuschauer: 2000 Schiedsrichter: Andrew Cole (Irland) |
| 11. Februar 2023 11:45 MEZ | Versuche: Piotrowicz | (3:29) Bericht | Versuche: Marques 2. erh. Marta (4) 13. n.erh., 41. n.erh., 46. erh., 80. erh. Pinto (3) 19. erh., 67. n.erh, 71. n.erh. Portela 29. n.erh. Tadjer 39. n.erh. Lima 48. erh. Erhöhungen: Marques (4/4) Portela (1/1) | Narodowy Stadion Rugby, Gdynia Zuschauer: 2000 Schiedsrichter: Andrew Cole (Irland) |

| 11. Februar 2023 18:30 MEZ | Belgien                       | 5 : 56         | Rumänien | Centre sportif Nelson Mandela, Brüssel Zuschauer: 2100 Schiedsrichter: Mike English (Wales) |
| 11. Februar 2023 18:30 MEZ | Versuche: Godsmark 37. n.erh. | (5:21) Bericht | Versuche: Strafversuch 7. Gontineac (3) 13. erh., 43. erh., 47. erh. Savin 33. erh. Cojocaru 55. erh. Chirică 61. erh. Tomane 80. erh. Erhöhungen: Melinte (7/7) | Centre sportif Nelson Mandela, Brüssel Zuschauer: 2100 Schiedsrichter: Mike English (Wales) |

| 18. Februar 2023 21:15 MEZ | Polen | 21 : 15       | Belgien                                                                                               | Narodowy Stadion Rugby, Gdynia Zuschauer: 2000 Schiedsrichter: Iñigo Atorrasagasti (Spanien) |
| 18. Februar 2023 21:15 MEZ | Versuche: Szwagrzak 9. n.erh. Zeszutek 49. erh. Erhöhungen: Piotrowicz (1/2) Straftritte: Piotrowicz (3/3) 4., 58., 79. | (8:3) Bericht | Versuche: Cornez 74. n.erh. André 80. erh. Erhöhungen: F. Remue (1/2) Straftritte: Williams (1/1) 12. | Narodowy Stadion Rugby, Gdynia Zuschauer: 2000 Schiedsrichter: Iñigo Atorrasagasti (Spanien) |

| 19. Februar 2023 15:00 WEZ | Portugal | 38 : 20         | Rumänien | Estádio do Restelo, Lissabon Zuschauer: 4250 Schiedsrichter: Nika Amaschukeli (Georgien) |
| 19. Februar 2023 15:00 WEZ | Versuche: Bettencourt (2) 5. erh., 12. erh. Madeira 51. erh. Lucas 59. erh. Diniz 79. erh. Erhöhungen: Sousa (5/5) Straftritte: Sousa (1/1) 15. | (14:10) Bericht | Versuche: Gontineac 1. erh. Chirică 64. erh. Erhöhungen: Popoaia (1/1) Melinte (1/1) Straftritte: Popoaia (2/2) 9., 45. | Estádio do Restelo, Lissabon Zuschauer: 4250 Schiedsrichter: Nika Amaschukeli (Georgien) |

### K.-o.-Runde um Europameistertitel
Halbfinale
| 4. März 2023 17:00 WEZ | Portugal | 27 : 10        | Spanien                                                                           | Estádio do Restelo, Lissabon Zuschauer: 5000 Schiedsrichter: Thomas Charabas (Frankreich) |
| 4. März 2023 17:00 WEZ | Versuche: Marta 28. erh. Diniz 68. erh. Marques 71. erh. Erhöhungen: Marques (3/3) Straftritte: Marques (2/3) 52., 55. | (7:10) Bericht | Versuche: Peters 18. erh. Erhöhungen: Vineusa (1/1) Straftritte: Vineusa (1/2) 2. | Estádio do Restelo, Lissabon Zuschauer: 5000 Schiedsrichter: Thomas Charabas (Frankreich) |

| 5. März 2023 16:00 GET | Georgien | 31 : 7         | Rumänien                                              | Awtschala-Stadion, Tiflis Zuschauer: 2600 Schiedsrichter: Federico Vedovelli (Italien) |
| 5. März 2023 16:00 GET | Versuche: Scharikadse 10. erh. Todua 34. erh. Strafversuch 54. Tabuzadse 80. erh. Erhöhungen: Abschandadse (2/2) Matkawa (1/1) Straftritte: Abschandadse (1/1) 2. | (17:0) Bericht | Versuche: Căpățînă 59. erh. Erhöhungen: Melinte (1/1) | Awtschala-Stadion, Tiflis Zuschauer: 2600 Schiedsrichter: Federico Vedovelli (Italien) |

Spiel um Platz 3
| 19. März 2023 17:15 MEZ | Rumänien | 31 : 25        | Spanien | Estadio Nuevo Vivero, Badajoz Zuschauer: 5300 Schiedsrichter: Chris Busby (Irland) |
| 19. März 2023 17:15 MEZ | Versuche: Septar 40. n.erh. Chirică 42. erh. Pop 49. n.erh. Rupanu 52. n.erh. Erhöhungen: Popoaia (1/4) Straftritte: Popoaia (1/1) 36. Popa (2/2) 74., 80. | (8:10) Bericht | Versuche: Dominguez 8. erh. Ferrer (2) 57. erh., 69. n.erh. Erhöhungen: Vineusa (2/2) Straftritte: Vineusa (2/2) 20., 47. | Estadio Nuevo Vivero, Badajoz Zuschauer: 5300 Schiedsrichter: Chris Busby (Irland) |

Finale
| 19. März 2023 20:00 MEZ | Georgien | 38 : 11         | Portugal                                                       | Estadio Nuevo Vivero, Badajoz Zuschauer: 6000 Schiedsrichter: Ludovic Cayre (Frankreich) |
| 19. März 2023 20:00 MEZ | Versuche: Tabuzadse (2) 14. erh., 25. n.erh. Mamukaschwili 43. erh. Papidse 62. erh. Tapladse 68. erh. Tschkoidse 76. erh. Erhöhungen: Abschandadse (2/4) Matkawa (2/2) | (12:11) Bericht | Versuche: Appleton 7. n.erh. Straftritte: Bento (2/2) 52., 55. | Estadio Nuevo Vivero, Badajoz Zuschauer: 6000 Schiedsrichter: Ludovic Cayre (Frankreich) |

### K.-o.-Runde um Platz 5 bis 8
Halbfinale
| 4. März 2023 12:15 MEZ | Niederlande | 31 : 19        | Belgien                                                                             | NRCA, Amsterdam Zuschauer: 1250 Schiedsrichter: Michael Todd (Schottland) |
| 4. März 2023 12:15 MEZ | Versuche: Bennie-Coulson (3) 7. erh., 43. erh., 73. erh. Raymond 39. erh. Erhöhungen: Weersma (4/4) Straftritte: Weersma (1/1) 80. | (14:7) Bericht | Versuche: Remue 35. erh. Mortier 52. n.erh. Baudry 59. erh. Erhöhungen: Remue (2/3) | NRCA, Amsterdam Zuschauer: 1250 Schiedsrichter: Michael Todd (Schottland) |

| 5. März 2023 16:00 GET | Polen | 18 : 23        | Deutschland                                                                                              | Narodowy Stadion Rugby, Gdynia Zuschauer: 1200 Schiedsrichter: Gert Visser (Niederlande) |
| 5. März 2023 16:00 GET | Versuche: Halaifuana 14. erh. Wojtowicz 76. n.erh. Erhöhungen: Piotrowicz (1/2) Straftritte: Piotrowicz (2/2) 43., 49. | (7:10) Bericht | Versuche: Wolf 25. erh. Rodwell 66. erh. Erhöhungen: Stella (2/2) Straftritte: Stella (3/6) 3., 57., 62. | Narodowy Stadion Rugby, Gdynia Zuschauer: 1200 Schiedsrichter: Gert Visser (Niederlande) |

Spiel um Platz 7/8
| 19. März 2023 12:30 MEZ | Belgien                                                                              | 18 : 17         | Polen | NRCA, Amsterdam Zuschauer: 2000 Schiedsrichter: Cristian Şerban (Rumänien) |
| 19. März 2023 12:30 MEZ | Versuche: Cornez 1. n.erh. Erhöhungen: Remue (0/1) Straftritte: Remue (1/1) 10., 28. | (11:10) Bericht | Versuche: Zeszutek 5. erh. Erhöhungen: Piotrowicz (1/1) Straftritte: Piotrowicz (0/1) Szczepanski (1/1) 25. | NRCA, Amsterdam Zuschauer: 2000 Schiedsrichter: Cristian Şerban (Rumänien) |

Spiel um Platz 5/6
| 19. März 2023 15:00 MEZ | Niederlande | 50 : 28        | Deutschland                                                                                         | NRCA, Amsterdam Zuschauer: 2750 Schiedsrichter: Schota Tewsadse (Georgien) |
| 19. März 2023 15:00 MEZ | Versuche: van der Avoird 1. erh. du Plessis 5. erh. Langelaan 14. erh. Bennie-Coulson (2) 35. erh., 48. n.erh. Raymond 56. erh. Darlington (2) 69. n.erh., 79. n.erh. Erhöhungen: Weersma (5/6) | (28:0) Bericht | Versuche: Rinklin 41. erh. Wolf 58. erh. Strafversuch 63. Lammers 72. erh. Erhöhungen: Stella (3/3) | NRCA, Amsterdam Zuschauer: 2750 Schiedsrichter: Schota Tewsadse (Georgien) |

### Endplatzierung
1. Georgien
2. Portugal
3. Rumänien
4. Spanien
5. Niederlande
6. Deutschland
7. Belgien
8. Polen

## Rugby Europe Trophy
|    | Land     | Spiele | Siege | Unent. | Ndlg. | Spiel- punkte | Diff. | Bonus- punkte | Tabellen- punkte |
| -- | -------- | ------ | ----- | ------ | ----- | ------------- | ----- | ------------- | ---------------- |
| 1. | Schweiz  | 4      | 4     | 0      | 0     | 205:72        | + 133 | 4             | 20               |
| 2. | Ukraine  | 4      | 2     | 0      | 2     | 117:135       | − 18  | 1             | 9                |
| 3. | Schweden | 4      | 2     | 0      | 2     | 82:139        | − 57  | 1             | 9                |
| 4. | Litauen  | 4      | 1     | 0      | 3     | 97:122        | − 25  | 3             | 7                |
| 5. | Kroatien | 4      | 1     | 0      | 3     | 100:133       | − 33  | 1             | 5                |

| 22. Oktober 2022 14:15 MESZ | Kroatien        | 23 : 27 | Ukraine | Stadion NŠC Stjepan Spajić, Zagreb Zuschauer: 650 Schiedsrichter: Pedro Mendes-Silva (Portugal) |
| 22. Oktober 2022 14:15 MESZ | (10:24) Bericht |         |         | Stadion NŠC Stjepan Spajić, Zagreb Zuschauer: 650 Schiedsrichter: Pedro Mendes-Silva (Portugal) |

| 29. Oktober 2022 14:00 MESZ | Schweden        | 37 : 17 | Kroatien | Olympiastadion, Stockholm Zuschauer: 1500 Schiedsrichter: Eugeniu Procopi (Moldau) |
| 29. Oktober 2022 14:00 MESZ | (25:10) Bericht |         |          | Olympiastadion, Stockholm Zuschauer: 1500 Schiedsrichter: Eugeniu Procopi (Moldau) |

| 5. November 2022 13:50 OEZ (UTC+2) | Litauen         | 39 : 20 | Ukraine | Regbio stadionas, Šiauliai Zuschauer: 700 Schiedsrichter: Sulchan Tschikladse (Georgien) |
| 5. November 2022 13:50 OEZ (UTC+2) | (20:17) Bericht |         |         | Regbio stadionas, Šiauliai Zuschauer: 700 Schiedsrichter: Sulchan Tschikladse (Georgien) |

| 5. November 2022 14:00 MEZ | Schweden       | 12 : 69 | Schweiz | Malmö Stadion, Malmö Zuschauer: 200 Schiedsrichter: Ignacio Muñoz Martin (Spanien) |
| 5. November 2022 14:00 MEZ | (7:29) Bericht |         |         | Malmö Stadion, Malmö Zuschauer: 200 Schiedsrichter: Ignacio Muñoz Martin (Spanien) |

| 12. November 2022 15:00 MEZ | Schweiz        | 45 : 6 | Litauen | Stade Juan-Antonio-Samaranch, Lausanne Zuschauer: 650 Schiedsrichter: John Catteau (Belgien) |
| 12. November 2022 15:00 MEZ | (14:6) Bericht |        |         | Stade Juan-Antonio-Samaranch, Lausanne Zuschauer: 650 Schiedsrichter: John Catteau (Belgien) |

| 11. März 2023 14:00 MEZ | Ukraine         | 32 : 59 | Schweiz | Stadion NŠC Stjepan Spajić, Zagreb Zuschauer: 150 Schiedsrichter: Anthony Lac (Monaco) |
| 11. März 2023 14:00 MEZ | (18:33) Bericht |         |         | Stadion NŠC Stjepan Spajić, Zagreb Zuschauer: 150 Schiedsrichter: Anthony Lac (Monaco) |

| 18. März 2023 15:30 MEZ | Ukraine        | 38 : 15 | Schweden | Stadion Stari plac, Split Schiedsrichter: Kevin Sulejman (Belgien) |
| 18. März 2023 15:30 MEZ | (17:3) Bericht |         |          | Stadion Stari plac, Split Schiedsrichter: Kevin Sulejman (Belgien) |

| 25. März 2023 14:00 OEZ | Litauen           | 37 : 39 | Kroatien | Regbio stadionas, Šiauliai Zuschauer: 600 Schiedsrichter: Ignacio Muñoz Martin (Spanien) |
| 25. März 2023 14:00 OEZ | (27 : 14) Bericht |         |          | Regbio stadionas, Šiauliai Zuschauer: 600 Schiedsrichter: Ignacio Muñoz Martin (Spanien) |

| 1. April 2023 14:00 OESZ | Schweden        | 15 : 18 | Litauen | Regbio stadionas, Šiauliai Schiedsrichter: Lukasz Jasinski (Polen) |
| 1. April 2023 14:00 OESZ | (12:13) Bericht |         |         | Regbio stadionas, Šiauliai Schiedsrichter: Lukasz Jasinski (Polen) |

| 1. April 2023 16:00 MESZ | Kroatien        | 22 : 32 | Schweiz | Gradski sportski centar, Makarska Schiedsrichter: Killian O’Brien (Deutschland) |
| 1. April 2023 16:00 MESZ | (17:10) Bericht |         |         | Gradski sportski centar, Makarska Schiedsrichter: Killian O’Brien (Deutschland) |

## Rugby Europe Conference

### Conference 1

#### Nord
|    | Land       | Spiele | Siege | Unent. | Ndlg. | Spiel- punkte | Diff. | Bonus- punkte | Tabellen- punkte |
| -- | ---------- | ------ | ----- | ------ | ----- | ------------- | ----- | ------------- | ---------------- |
| 1. | Tschechien | 4      | 4     | 0      | 0     | 151:41        | + 90  | 5             | 21               |
| 2. | Luxemburg  | 4      | 2     | 0      | 2     | 56:56         | ± 0   | 2             | 10               |
| 3. | Moldau     | 4      | 2     | 0      | 2     | 69:67         | + 2   | 2             | 10               |
| 4. | Lettland   | 4      | 2     | 0      | 2     | 57:92         | – 35  | 1             | 9                |
| 5. | Ungarn     | 4      | 0     | 0      | 4     | 42:119        | – 77  | 1             | 1                |

| 8. Oktober 2022 15:00 MESZ | Ungarn          | 21 : 41 | Tschechien | Kincsem Park, Budapest Zuschauer: 200 Schiedsrichter: Mike Hawkins (Dänemark) |
| 8. Oktober 2022 15:00 MESZ | (15:14) Bericht |         |            | Kincsem Park, Budapest Zuschauer: 200 Schiedsrichter: Mike Hawkins (Dänemark) |

| 22. Oktober 2022 | Lettland  | 28 : 0 | Luxemburg | Baldones stadions, Baldone |
| 22. Oktober 2022 | (forfait) |        |           | Baldones stadions, Baldone |

| 29. Oktober 2022 | Moldau    | 28 : 0 | Lettland | Dinamo-Stadion, Chișinău |
| 29. Oktober 2022 | (forfait) |        |          | Dinamo-Stadion, Chișinău |

| 12. November 2022 14:00 MEZ (UTC+1) | Tschechien      | 39 : 13 | Moldau | Stadion Mládeže, Zlín Zuschauer: 1384 Schiedsrichter: Maria Latos (Deutschland) |
| 12. November 2022 14:00 MEZ (UTC+1) | (18:13) Bericht |         |        | Stadion Mládeže, Zlín Zuschauer: 1384 Schiedsrichter: Maria Latos (Deutschland) |

| 26. November 2022 | Luxemburg | 28 : 0 | Ungarn |  |
| 26. November 2022 | (forfait) |        |        |  |

| 14. April 2023 | Luxemburg | 28 : 0 | Moldau |  |
| 14. April 2023 | (forfait) |        |        |  |

| 22. April 2023 | Tschechien | 28 : 0 | Luxemburg | Markéta Stadium, Prag |
| 22. April 2023 |            |        |           | Markéta Stadium, Prag |

| 29. April 2023 13:00 OESZ | Lettland       | 7 : 43 | Tschechien | Daugava-Stadion, Liepāja Zuschauer: 500 Schiedsrichter: Dominik Jastrzebski (Polen) |
| 29. April 2023 13:00 OESZ | (7:29) Bericht |        |            | Daugava-Stadion, Liepāja Zuschauer: 500 Schiedsrichter: Dominik Jastrzebski (Polen) |

| 29. April 2023 | Moldau    | 28 : 0 | Ungarn |  |
| 29. April 2023 | (forfait) |        |        |  |

| 6. Mai 2023 16:00 MESZ | Ungarn          | 21 : 22 | Lettland | Kincsem Park, Budapest Zuschauer: 400 Schiedsrichter: Nikola Zachariev (Tschechien) |
| 6. Mai 2023 16:00 MESZ | (18:10) Bericht |         |          | Kincsem Park, Budapest Zuschauer: 400 Schiedsrichter: Nikola Zachariev (Tschechien) |

#### Süd
|    | Land      | Spiele | Siege | Unent. | Ndlg. | Spiel- punkte | Diff. | Bonus- punkte | Tabellen- punkte |
| -- | --------- | ------ | ----- | ------ | ----- | ------------- | ----- | ------------- | ---------------- |
| 1. | Israel    | 4      | 3     | 0      | 1     | 115:62        | + 53  | 2             | 14               |
| 2. | Bulgarien | 4      | 3     | 0      | 1     | 113:83        | + 30  | 1             | 13               |
| 3. | Zypern    | 4      | 2     | 0      | 2     | 146:87        | + 59  | 2             | 10               |
| 4. | Malta     | 4      | 2     | 0      | 2     | 101:85        | + 16  | 2             | 10               |
| 5. | Slowenien | 4      | 0     | 0      | 4     | 43:201        | – 148 | 0             | 0                |

| 1. Oktober 2022 14:00 MESZ | Slowenien | 7 : 56 | Malta | Oval Ljubljana, Ljubljana Schiedsrichter: Dominik Jastrzebski (Polen) |
| 1. Oktober 2022 14:00 MESZ | Bericht   |        |       | Oval Ljubljana, Ljubljana Schiedsrichter: Dominik Jastrzebski (Polen) |

| 15. Oktober 2022 14:00 MESZ | Malta          | 14 : 23 | Bulgarien | Hibernians Football Ground, Paola Zuschauer: 350 Schiedsrichter: Łukasz Jaziński (Polen) |
| 15. Oktober 2022 14:00 MESZ | (0:16) Bericht |         |           | Hibernians Football Ground, Paola Zuschauer: 350 Schiedsrichter: Łukasz Jaziński (Polen) |

| 22. Oktober 2022 14:00 MESZ | Slowenien       | 10 : 46 | Malta | Oval Ljubljana, Ljubljana Zuschauer: 100 Schiedsrichter: Kevin Suljemani (Belgien) |
| 22. Oktober 2022 14:00 MESZ | (10:27) Bericht |         |       | Oval Ljubljana, Ljubljana Zuschauer: 100 Schiedsrichter: Kevin Suljemani (Belgien) |

| 5. November 2022 14:00 OEZ | Bulgarien       | 34 : 15 | Israel | Nationale Sportakademie „Wassil Lewski“, Sofia Zuschauer: 4000 Schiedsrichter: Valeriu Chipercean (Rumänien) |
| 5. November 2022 14:00 OEZ | (14:10) Bericht |         |        | Nationale Sportakademie „Wassil Lewski“, Sofia Zuschauer: 4000 Schiedsrichter: Valeriu Chipercean (Rumänien) |

| 12. November 2022 13:00 OEZ | Zypern         | 21 : 22 | Israel | Community Stadium, Maroni Zuschauer: 200 Schiedsrichter: Francisco Serra (Portugal) |
| 12. November 2022 13:00 OEZ | (0:10) Bericht |         |        | Community Stadium, Maroni Zuschauer: 200 Schiedsrichter: Francisco Serra (Portugal) |

| 25. März 2023 14:00 MEZ | Malta          | 41 : 24 | Zypern | Hibernians Football Ground, Paola Zuschauer: 1300 Schiedsrichter: Liam Wright (Niederlande) |
| 25. März 2023 14:00 MEZ | (22:0) Bericht |         |        | Hibernians Football Ground, Paola Zuschauer: 1300 Schiedsrichter: Liam Wright (Niederlande) |

| 15. April 2023 14:00 IDT | Israel    | 28 : 0 | Malta | Jizre'el Rugby Club, Jizre'el |
| 15. April 2023 14:00 IDT | (forfait) |        |       | Jizre'el Rugby Club, Jizre'el |

| 22. April 2023 14:00 IDT | Israel         | 50 : 7 | Slowenien | Jizre'el Rugby Club, Jizre'el Zuschauer: 500 Schiedsrichter: Jonathan Teppler (Deutschland) |
| 22. April 2023 14:00 IDT | (24:0) Bericht |        |           | Jizre'el Rugby Club, Jizre'el Zuschauer: 500 Schiedsrichter: Jonathan Teppler (Deutschland) |

| 29. April 2023 15:00 OESZ | Bulgarien      | 39 : 19 | Slowenien | Nationale Sportakademie „Wassil Lewski“, Sofia Zuschauer: 1110 Schiedsrichter: Ivan Zelić (Kroatien) |
| 29. April 2023 15:00 OESZ | (22:7) Bericht |         |           | Nationale Sportakademie „Wassil Lewski“, Sofia Zuschauer: 1110 Schiedsrichter: Ivan Zelić (Kroatien) |

| 13. Mai 2023 14:00 OESZ | Zypern          | 35 : 17 | Bulgarien | Makareio, Nikosia Schiedsrichter: Luis Fernández (Spanien) |
| 13. Mai 2023 14:00 OESZ | (28:10) Bericht |         |           | Makareio, Nikosia Schiedsrichter: Luis Fernández (Spanien) |

### Aufstiegs-Playoff
| 27. Mai 2023 14:00 MESZ | Tschechien      | 64 : 19 | Israel | Stadion Josefa Kohouta, Říčany Zuschauer: 1000 Schiedsrichter: Ethan Glass (Schweiz) |
| 27. Mai 2023 14:00 MESZ | (28:12) Bericht |         |        | Stadion Josefa Kohouta, Říčany Zuschauer: 1000 Schiedsrichter: Ethan Glass (Schweiz) |

### Conference 2

#### Nord
|    | Land     | Spiele | Siege | Unent. | Ndlg. | Spiel- punkte | Diff. | Bonus- punkte | Tabellen- punkte |
| -- | -------- | ------ | ----- | ------ | ----- | ------------- | ----- | ------------- | ---------------- |
| 1. | Finnland | 3      | 3     | 0      | 0     | 84:32         | + 52  | 3             | 15               |
| 2. | Dänemark | 3      | 2     | 0      | 1     | 53:51         | + 2   | 0             | 8                |
| 3. | Andorra  | 3      | 1     | 0      | 2     | 59:62         | − 3   | 1             | 5                |
| 4. | Norwegen | 3      | 0     | 0      | 3     | 19:70         | – 51  | 0             | 0                |

| 1. Oktober 2022 15:00 MESZ | Dänemark | 25 : 10 | Andorra | Rugby Club Speed, Kopenhagen Schiedsrichter: Rami Aro (Schweden) |
| 1. Oktober 2022 15:00 MESZ | Bericht  |         |         | Rugby Club Speed, Kopenhagen Schiedsrichter: Rami Aro (Schweden) |

| 15. Oktober 2022 15:00 OESZ | Finnland       | 31 : 6 | Dänemark | Myllypuro-Sportplatz, Helsinki Zuschauer: 300 Schiedsrichter: Boris Bovsunovsky (Ukraine) |
| 15. Oktober 2022 15:00 OESZ | (14:6) Bericht |        |          | Myllypuro-Sportplatz, Helsinki Zuschauer: 300 Schiedsrichter: Boris Bovsunovsky (Ukraine) |

| 22. Oktober 2022 14:00 OESZ | Finnland      | 22 : 3 | Norwegen | Myllypuro-Sportplatz, Helsinki Zuschauer: 350 Schiedsrichter: Norbert Matrai (Ungarn) |
| 22. Oktober 2022 14:00 OESZ | (8:0) Bericht |        |          | Myllypuro-Sportplatz, Helsinki Zuschauer: 350 Schiedsrichter: Norbert Matrai (Ungarn) |

| 22. April 2023 17:00 MESZ | Andorra         | 23 : 31 | Finnland | Estadi Nacional, Andorra la Vella Zuschauer: 1000 Schiedsrichter: Anatolie Tipa (Moldau) |
| 22. April 2023 17:00 MESZ | (10:28) Bericht |         |          | Estadi Nacional, Andorra la Vella Zuschauer: 1000 Schiedsrichter: Anatolie Tipa (Moldau) |

| 29. April 2023 16:50 MESZ | Andorra        | 26 : 6 | Norwegen | Estadi Esportiu de Prada de Moles, Encamp Zuschauer: 400 Schiedsrichter: Sahar Zivan (Kroatien) |
| 29. April 2023 16:50 MESZ | (13:6) Bericht |        |          | Estadi Esportiu de Prada de Moles, Encamp Zuschauer: 400 Schiedsrichter: Sahar Zivan (Kroatien) |

| 13. Mai 2023 14:00 MESZ | Norwegen       | 10 : 22 | Dänemark | Stavanger Stadion, Stavanger Zuschauer: 100 Schiedsrichter: Edwin van der Spek (Niederlande) |
| 13. Mai 2023 14:00 MESZ | (3:10) Bericht |         |          | Stavanger Stadion, Stavanger Zuschauer: 100 Schiedsrichter: Edwin van der Spek (Niederlande) |

#### Süd
|    | Land                    | Spiele | Siege | Unent. | Ndlg. | Spiel- punkte | Diff. | Bonus- punkte | Tabellen- punkte |
| -- | ----------------------- | ------ | ----- | ------ | ----- | ------------- | ----- | ------------- | ---------------- |
| 1. | Serbien                 | 3      | 3     | 0      | 0     | 125:18        | + 107 | 4             | 16               |
| 2. | Bosnien und Herzegowina | 3      | 2     | 0      | 1     | 57:71         | − 14  | 0             | 8                |
| 3. | Montenegro              | 3      | 1     | 0      | 2     | 44:106        | − 62  | 1             | 5                |
| 4. | Türkei                  | 3      | 0     | 0      | 3     | 43:74         | – 31  | 1             | 1                |

| 1. Oktober 2022 14:00 MESZ | Bosnien und Herzegowina | 25 : 13 | Türkei | Kamberovića Polje, Zenica Schiedsrichter: Benjamin Loader (Österreich) |
| 1. Oktober 2022 14:00 MESZ | Bericht                 |         |        | Kamberovića Polje, Zenica Schiedsrichter: Benjamin Loader (Österreich) |

| 8. Oktober 2022 14:00 MESZ | Serbien | 62 : 0 | Montenegro | Stadion Kralj Petar Prvi, Belgrad Schiedsrichter: Andrei Gheorghe (Rumänien) |
| 8. Oktober 2022 14:00 MESZ | Bericht |        |            | Stadion Kralj Petar Prvi, Belgrad Schiedsrichter: Andrei Gheorghe (Rumänien) |

| 15. Oktober 2022 14:00 TRT | Türkei         | 6 : 23 | Serbien | Vakfıkebir İlçe Stadyumu, Trabzon Zuschauer: 800 Schiedsrichter: Sahar Zivan (Israel) |
| 15. Oktober 2022 14:00 TRT | (3:13) Bericht |        |         | Vakfıkebir İlçe Stadyumu, Trabzon Zuschauer: 800 Schiedsrichter: Sahar Zivan (Israel) |

| 29. Oktober 2022 12:00 MESZ | Bosnien und Herzegowina | 18 : 20 | Montenegro | Stadion Topolica, Bar Zuschauer: 300 Schiedsrichter: Diogo Miranda (Portugal) |
| 29. Oktober 2022 12:00 MESZ | (0:7) Bericht           |         |            | Stadion Topolica, Bar Zuschauer: 300 Schiedsrichter: Diogo Miranda (Portugal) |

| 29. April 2023 14:00 MESZ | Bosnien und Herzegowina | 12 : 40 | Serbien | Kamberovića Polje, Zenica Zuschauer: 500 Schiedsrichter: Mario Dragičević (Kroatien) |
| 29. April 2023 14:00 MESZ | (0:29) Bericht          |         |         | Kamberovića Polje, Zenica Zuschauer: 500 Schiedsrichter: Mario Dragičević (Kroatien) |

| 13. Mai 2023 11:00 MESZ | Montenegro     | 26 : 24 | Türkei | Stadion Topolica, Bar Zuschauer: 200 Schiedsrichter: Vaidotas Girdvainis (Litauen) |
| 13. Mai 2023 11:00 MESZ | (20:3) Bericht |         |        | Stadion Topolica, Bar Zuschauer: 200 Schiedsrichter: Vaidotas Girdvainis (Litauen) |

## Rugby Europe Development
|    | Land       | Spiele | Siege | Unent. | Ndlg. | Spiel- punkte | Diff. | Bonus- punkte | Tabellen- punkte |
| -- | ---------- | ------ | ----- | ------ | ----- | ------------- | ----- | ------------- | ---------------- |
| 1. | Österreich | 2      | 2     | 0      | 0     | 146:10        | + 136 | 3             | 11               |
| 2. | Kosovo     | 2      | 0     | 0      | 2     | 10:146        | − 136 | 0             | 0                |

| 1. April 2023 13:00 MESZ | Kosovo         | 7 : 51 | Österreich | Stadiumi i Hajvalis, Pristina Zuschauer: 300 Schiedsrichter: Tomasz Stepien (Polen) |
| 1. April 2023 13:00 MESZ | (0:23) Bericht |        |            | Stadiumi i Hajvalis, Pristina Zuschauer: 300 Schiedsrichter: Tomasz Stepien (Polen) |

| 22. April 2023 16:00 MESZ | Österreich     | 95 : 3 | Kosovo | Sportanlage Stadlau, Wien Zuschauer: 500 Schiedsrichter: Kévin Jalibat (Schweiz) |
| 22. April 2023 16:00 MESZ | (54:3) Bericht |        |        | Sportanlage Stadlau, Wien Zuschauer: 500 Schiedsrichter: Kévin Jalibat (Schweiz) |